# Новоспаське (Мелітопольський район)
Новоспа́ське — село в Україні, у Нововасилівській селищній громаді Мелітопольського району Запорізької області. Населення складає 622 особи.

## Географія

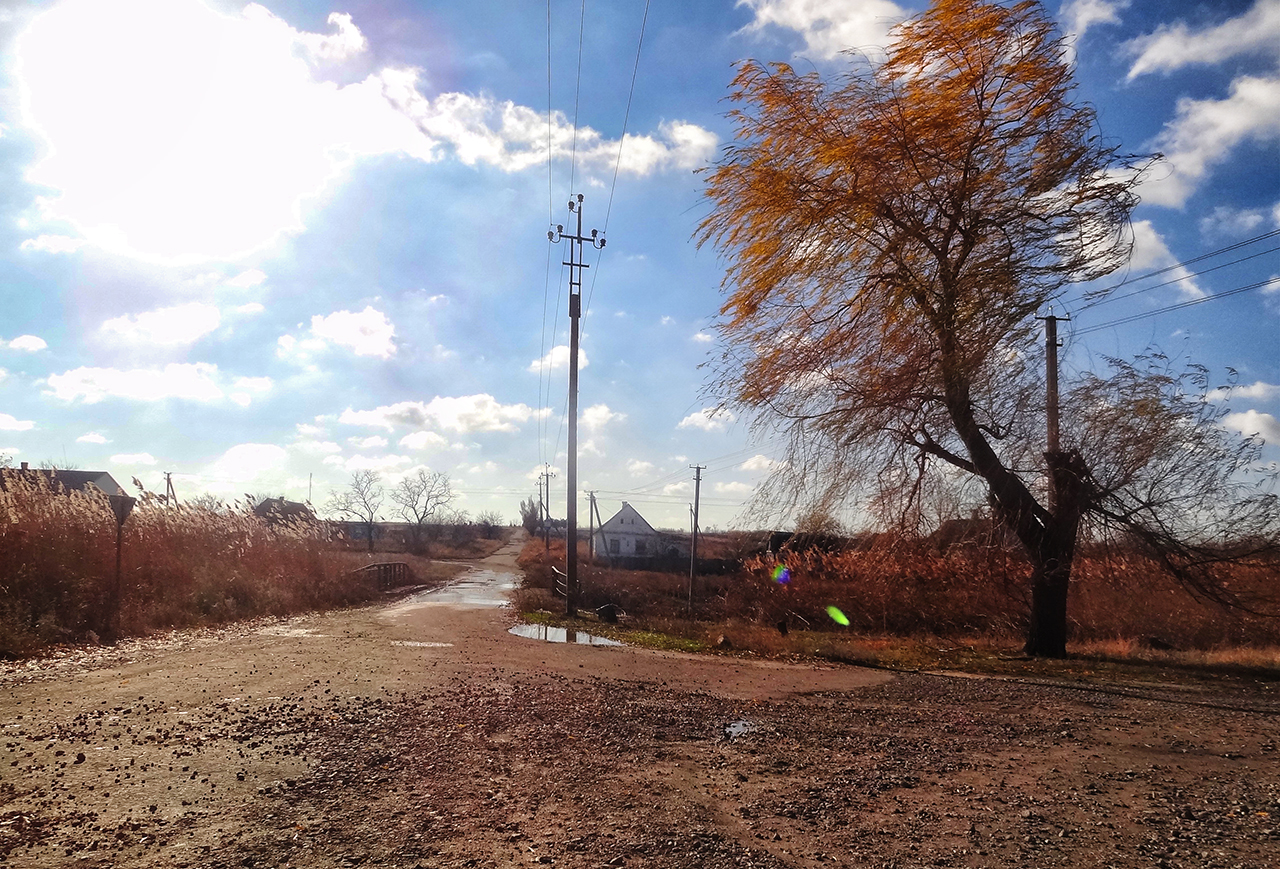
Одна з вулиць села Новоспаське

Село Новоспаське розташоване за 174 км від обласного центру, 55 км від районного центру та 40 км на північний схід від селища Приазовське, на березі річки Шовкай. Найближча залізнична станція Мелітополь (за 55 км). Площа населеного пункту становить 219 га.

## Клімат
Клімат села Новоспаське помірно континентальний з яскраво вираженими посушливими явищами. Сумарна сонячна радіація становить 110 ккал на квадратний сантиметр на рік. Середня кількість опадів становить 350—370 мм на рік. Середня річна температура становить від 8 до 10°С, середня температура січня -4°С, а липня +24°С, +25°С.

## Історія
Село Новоспаське засновано 1822 року переселенцями з Тамбовської та Оренбургської губерній. Мешканці селища Спаське з Тамбовської губернії надали назву новому населеному пункту — Новоспаське. Поблизу від селища знаходився ногайський аул Шавкай.
Перші сім'ї, які оселились в ці краї, були: Власови, Попови, Левашови, Суркови та Д'ячкови. Більшість селян були бідняками.
1889 року побудована перша школа.
7 жовтня 1941 року село було тимчасово окуповане німецько-фашистськими  військами. З території селища на фронт пішло 585 жителів. Під час німецько-радянської війни загинуло 325 осіб.
5 лютого 1965 року, Указом Президії Верховної Ради Української РСР, передані Ганнівська сільська рада Приморського району та Новоспаська сільська рада Чернігівського району до складу Приазовського району.
У 1971 році побудована нова двоповерхова будівля школи, яка розрахована на 500 учнів (наразі в ній навчається близько 100 учнів).
До 2020 року орган місцевого самоврядування — Новоспаська сільська рада, якій були підпорядковані населені пункти Мар'янівка та Оріхівка.
12 червня 2020 року, відповідно до розпорядження Кабінету Міністрів України № 713-р «Про визначення адміністративних центрів та затвердження територій територіальних громад Запорізької області», Новоспаська сільська рада об'єднана з Нововасилівською селищною громадою.
17 липня 2020 року, в результаті адміністративно-територіальної реформи та ліквідації Приазовського району, село увійшло до складу Мелітопольського району.

## Економіка
- ТОВ «Славутич».

## Об'єкти соціальної сфери
- Середня загальноосвітня школа.
- Дитячий садочок.
- Клуб.
- Лікарня.

## Видатні особи

Воротинцев Микола Пилипович

- Воротинцев Микола Пилипович — Герой Радянського Союзу , кулеметник окремого гвардійського навчального батальйону 67-ї гвардійської стрілецької дивізії 23-го гвардійського стрілецького корпусу генерал-лейтенанта Єрмакова у складі 6-ї гвардійської армії І-го Прибалтійського фронту, працював агрономом й проживав в селі Новоспаське у 1960—1977 роках.
- Кучерков Микола Миколайович (1990—2017) — сержант Збройних сил України, учасник російсько-української війни.